# Champcueil
Champcueil és un municipi francès, situat al departament de l'Essonne i a la regió de Illa de França. L'any 2007 tenia 2.753 habitants.
Forma part del cantó de Mennecy, del districte d'Évry i de la Comunitat de comunes de la Val d'Essonne.

## Demografia

### Població
El 2007 la població de fet de Champcueil era de 2.753 persones. Hi havia 810 famílies, de les quals 135 eren unipersonals (44 homes vivint sols i 91 dones vivint soles), 191 parelles sense fills, 401 parelles amb fills i 83 famílies monoparentals amb fills.
La població ha evolucionat segons el següent gràfic:
Habitants censats

### Habitatges
El 2007 hi havia 895 habitatges, 829 eren l'habitatge principal de la família, 40 eren segones residències i 26 estaven desocupats. 771 eren cases i 119 eren apartaments. Dels 829 habitatges principals, 672 estaven ocupats pels seus propietaris, 133 estaven llogats i ocupats pels llogaters i 24 estaven cedits a títol gratuït; 14 tenien una cambra, 34 en tenien dues, 68 en tenien tres, 228 en tenien quatre i 484 en tenien cinc o més. 669 habitatges disposaven pel capbaix d'una plaça de pàrquing. A 301 habitatges hi havia un automòbil i a 497 n'hi havia dos o més.

### Piràmide de població
La piràmide de població per edats i sexe el 2009 era:
| Homes | Edats   | Dones |
| ----- | ------- | ----- |
| 0     | 95 o +  | 28    |
| 8     | 90 a 94 | 44    |
| 24    | 85 a 89 | 56    |
| 8     | 80 a 84 | 60    |
| 24    | 75 a 79 | 56    |
| 36    | 70 a 74 | 16    |
| 32    | 65 a 69 | 24    |
| 44    | 60 a 64 | 32    |
| 76    | 55 a 59 | 60    |
| 80    | 50 a 54 | 88    |
| 72    | 45 a 49 | 112   |
| 100   | 40 a 44 | 108   |
| 120   | 35 a 39 | 100   |
| 80    | 30 a 34 | 104   |
| 68    | 25 a 29 | 48    |
| 80    | 20 a 24 | 44    |
| 112   | 15 a 19 | 84    |
| 76    | 10 a 14 | 84    |
| 112   | 5 a 9   | 84    |
| 68    | 0 a 4   | 64    |

## Economia
El 2007 la població en edat de treballar era de 1.865 persones, 1.340 eren actives i 525 eren inactives. De les 1.340 persones actives 1.292 estaven ocupades (587 homes i 705 dones) i 49 estaven aturades (21 homes i 28 dones). De les 525 persones inactives 143 estaven jubilades, 199 estaven estudiant i 183 estaven classificades com a «altres inactius».

### Ingressos
El 2009 a Champcueil hi havia 827 unitats fiscals que integraven 2.387 persones, la mediana anual d'ingressos fiscals per persona era de 24.599 €.

### Activitats econòmiques
Dels 100 establiments que hi havia el 2007, 2 eren d'empreses extractives, 1 d'una empresa alimentària, 1 d'una empresa de fabricació de material elèctric, 2 d'empreses de fabricació d'altres productes industrials, 19 d'empreses de construcció, 12 d'empreses de comerç i reparació d'automòbils, 5 d'empreses de transport, 9 d'empreses d'hostatgeria i restauració, 5 d'empreses d'informació i comunicació, 2 d'empreses financeres, 16 d'empreses immobiliàries, 10 d'empreses de serveis, 10 d'entitats de l'administració pública i 6 d'empreses classificades com a «altres activitats de serveis».
Dels 34 establiments de servei als particulars que hi havia el 2009, 1 era una oficina de correu, 3 funeràries, 4 paletes, 1 guixaire pintor, 2 fusteries, 2 lampisteries, 3 electricistes, 5 empreses de construcció, 1 perruqueria, 6 restaurants i 6 agències immobiliàries.
Dels 5 establiments comercials que hi havia el 2009, 1 era una gran superfície de material de bricolatge, 1 una botiga de menys de 120 m², 1 una fleca, 1 una botiga de mobles i 1 una joieria.
L'any 2000 a Champcueil hi havia 8 explotacions agrícoles que ocupaven un total de 672 hectàrees.

## Equipaments sanitaris i escolars
El 2009 hi havia 1 hospital de tractaments de curta durada, 1 hospital de tractaments de mitja durada (seguiment i rehabilitació, 1 un hospital de tractaments de llarga durada i 1 farmàcia.
El 2009 hi havia 1 escola maternal i 2 escoles elementals. Champcueil disposava d'un col·legi d'educació secundària amb 609 alumnes.

## Poblacions més properes
El següent diagrama mostra les poblacions més properes.